# Millettia hitsika
Millettia hitsika é uma espécie vegetal da família Fabaceae.
Apenas pode ser encontrada no Madagáscar.